# Saillans (Drôme)
Pour les articles homonymes, voir Saillans.
Saillans [sajɑ̃] est une commune française située dans le département de la Drôme, en région Auvergne-Rhône-Alpes. Le 1er janvier 2025, elle fusionne avec la commune de Véronne sous le statut de commune nouvelle.
Ses habitants sont dénommés les Saillansons et Saillansonnes.

## Géographie

### Localisation
Saillans se situe à 45 km au sud-est de Valence, à 22 km au sud-ouest de Die et à 15 km à l'est de Crest.

### Géologie et relief
La commune s'étage entre 232 m et 918 m d'altitude.
Sites particuliers :
Site Géoportail (carte IGN) :
- Col de Blancheville
- Col des Beaux
- Plateau de la Tour
- Rochers de Cresta

### Hydrographie
La commune est arrosée par :
- la rivière la Drôme, affluent du fleuve le Rhône.

Rive droite (au nord)
- la rivière le Riousset, affluent de la Drôme ;
- le Ruisseau de Chaudenage, limite nord (avec la commune de Véronne), affluent de la rivière le Riousset ;
- le Ruisseau de la Garçaude, affluent de la Drôme ;
- le Ruisseau de l'Amandier, affluent de la Drôme ;
- le Ruisseau de l'Echarene, affluent de la Drôme ;
- le Ruisseau de Saint-Jean, affluent de la Drôme ;
- le Ruisseau des Chapealains, affluent de la Drôme.

Rive gauche (au sud)
- le ruisseau le Contècle, affluent de la Drôme ;
- le Ruisseau de Bonnavaux, affluent du Contècle ;
- le Ruisseau de Trachetieu, affluent de la Drôme ;
- le Ravin de Montalivet, affluent de la Drôme.

### Climat
Pour des articles plus généraux, voir Climat d'Auvergne-Rhône-Alpes et Climat de la Drôme.
En 2010, le climat de la commune est de type climat méditerranéen altéré, selon une étude du Centre national de la recherche scientifique s'appuyant sur une série de données couvrant la période 1971-2000. En 2020, Météo-France publie une typologie des climats de la France métropolitaine dans laquelle la commune est exposée à un climat de montagne ou de marges de montagne et est dans la région climatique  Alpes du sud, caractérisée par une pluviométrie annuelle de 850 à 1 000 mm, minimale en été. 
Pour la période 1971-2000, la température annuelle moyenne est de 12,9 °C, avec une amplitude thermique annuelle de 17,7 °C. Le cumul annuel moyen de précipitations est de 967 mm, avec 8,1 jours de précipitations en janvier et 4,7 jours en juillet. Pour la période 1991-2020, la température moyenne annuelle observée sur la station météorologique de Météo-France la plus proche, « Beaufort-S-Gervanne », sur la commune de Beaufort-sur-Gervanne à 10 km à vol d'oiseau, est de 12,8 °C et le cumul annuel moyen de précipitations est de 936,4 mm,. Pour l'avenir, les paramètres climatiques de la commune estimés pour 2050 selon différents scénarios d'émission de gaz à effet de serre sont consultables sur un site dédié publié par Météo-France en novembre 2022.

## Urbanisme

### Typologie
Au 1er janvier 2024, Saillans est catégorisée bourg rural, selon la nouvelle grille communale de densité à 7 niveaux définie par l'Insee en 2022.
Elle est située hors unité urbaine. Par ailleurs la commune fait partie de l'aire d'attraction de Crest, dont elle est une commune de la couronne,. Cette aire, qui regroupe 17 communes, est catégorisée dans les aires de moins de 50 000 habitants,.

### Occupation des sols
L'occupation des sols de la commune, telle qu'elle ressort de la base de données européenne d’occupation biophysique des sols Corine Land Cover (CLC), est marquée par l'importance des forêts et milieux semi-naturels (64,5 % en 2018), une proportion identique à celle de 1990 (64,5 %). La répartition détaillée en 2018 est la suivante : forêts (52 %), zones agricoles hétérogènes (26,4 %), milieux à végétation arbustive et/ou herbacée (12,5 %), cultures permanentes (4,4 %), zones urbanisées (3 %), terres arables (1,7 %). L'évolution de l’occupation des sols de la commune et de ses infrastructures peut être observée sur les différentes représentations cartographiques du territoire : la carte de Cassini (XVIIIe siècle), la carte d'état-major (1820-1866) et les cartes ou photos aériennes de l'IGN pour la période actuelle (1950 à aujourd'hui).

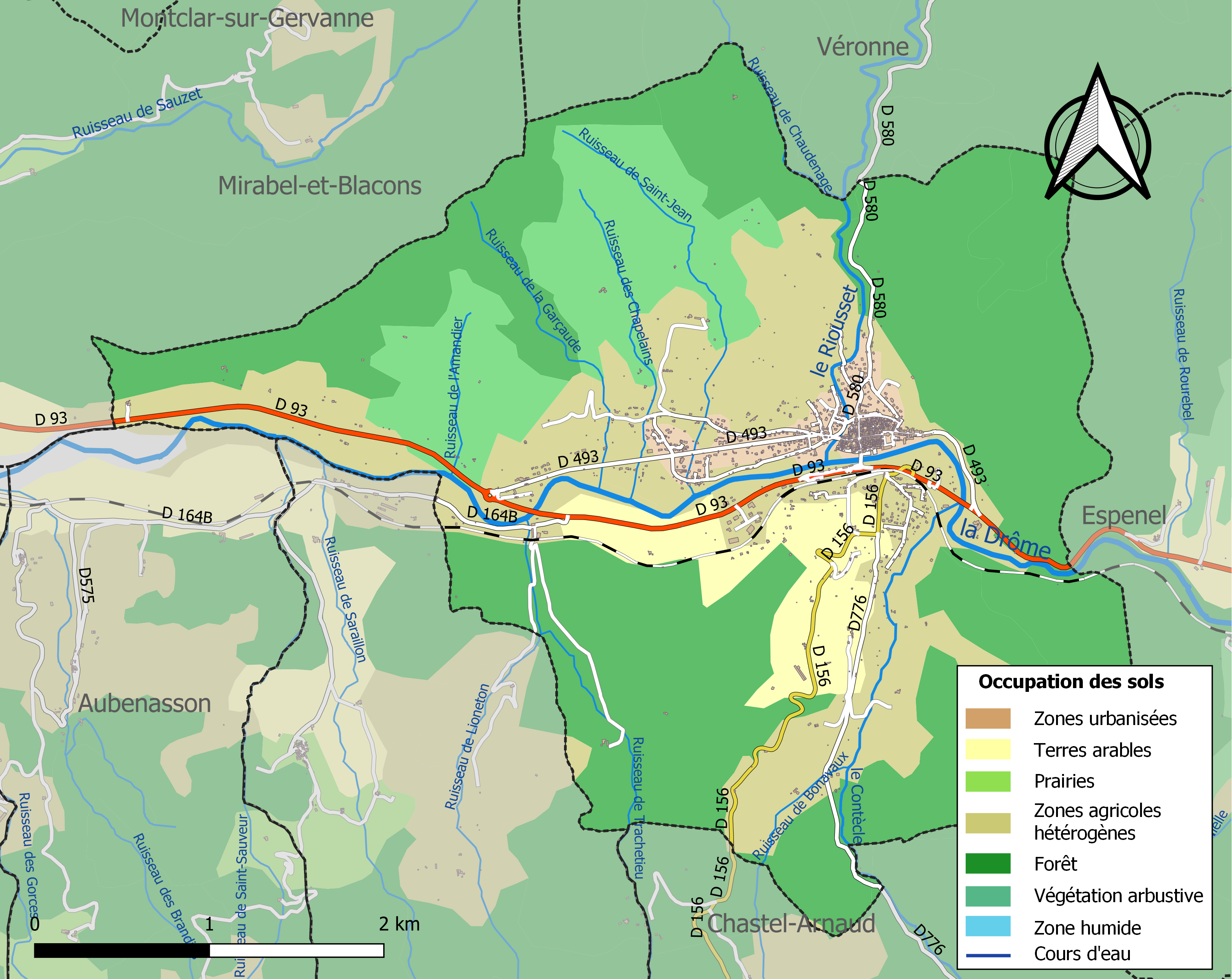
Carte des infrastructures et de l'occupation des sols de la commune en 2018 (CLC).

### Morphologie urbaine
Le bourg est situé dans une gorge.

#### Quartiers, hameaux et lieux-dits
Site Géoportail (carte IGN) :
- Babrou
- Barbine
- Blancheville
- Bramefaim
- Chaffet
- Charvillon
- Cresta
- Gourdon
- Jomare
- la Bouchonne
- la Bourque
- la Chapelle
- la Chau
- la Contériche
- la Corombonne
- la Garçaude
- la Grosse Pierre
- la Haute Garçaude
- la Maladrerie
- l'Amandier
- la Montagne
- la Mure
- la Praye
- la Roustière
- la Tuilière
- le Collet
- le Fort
- le Four
- le Pêcher
- le Plot
- le Pont
- les Bayles
- les Beaux
- les Chapelains
- les Courts
- les Essarts
- les Gerles
- les Réchats
- les Samarains
- les Trois Croix
- le Verdeyer
- le Villard
- Martre
- Montalivet
- Montmartel
- Planchetieu
- Saint-Maurice
- Trachetieu
- Trapon
- Trélaville

### Voies de communications et transports
La ligne de bus numéro 28 qui relie Valence à Die passe dans le village.
La gare de Saillans est située sur la ligne de Livron à Aspres-sur-Buëch.

## Toponymie
La commune est dénommée Salhans en occitan[réf. nécessaire].

### Attestations
Dictionnaire topographique du département de la Drôme :
- 333 : Darentiaca (Itinéraire de Bordeaux à Jérusalem) / voir Histoire de la Drôme.
- 1201 : villa de Saillenz (Valbonnais, I, 121).
- 1240 : Saillentz (cartulaire de Die, 99).
- 1303 : mention du prieuré : le prieuré de Sainct Girauld de Sailhans (Bull. des Hautes-Alpes, IV, 385).
- XIVe siècle : mention de la paroisse : Capella de Saliente (pouillé de Die).
- XIVe siècle : mention du prieuré : 'Prioratus Salientis (pouillé de Die).
- 1442 : castrum et villa de Salliente et Salhiente (choix de docum., 1268).
- 1449 : mention du prieuré : Prioratus de Saliento (pouillé hist.).
- 1450 : mention de la châtellenie : Castellania Sallientis (Rev. de l'évêché de Die).
- 1509 : villa Salhientis (visites épiscopales).
- 1509 : mention du prieuré : Prioratus Sancti Geraldi Salhientis (visites épiscopales).
- 1519 : mention de la paroisse : Cura Salhientis (rôle de décimes).
- 1574 : Salhantz (Mém. des frères Gay).
- 1576 : Salhens (rôle de décimes).
- 1614 : mention de l'église Saint-Géraud : Saint Giraud de Salhens (terrier du prieuré).
- 1629 : Sailhans (rôle de tailles).
- 1645 : locus Saliencii (registres paroissiaux de Saou).
- 1674 : mention de l'église Saint-Géraud : Saint Gerard de Saillans (terrier du prieuré).
- 1891 : Saillans, chef-lieu de canton de l'arrondissement de Die.

### Étymologie
Le nom du village aurait pour origine les montagnes « saillantes » environnantes telles que le Cresta et les Trois Becs visibles depuis le village[réf. nécessaire].

## Histoire

### Préhistoire
Découvertes [réf. nécessaire] :
- une épingle de bronze ;
- des tessons de poterie.

### Protohistoire: les Celtes
Découvertes [réf. nécessaire] :
- un bracelet de l'âge du fer.

### Antiquité: les Gallo-romains

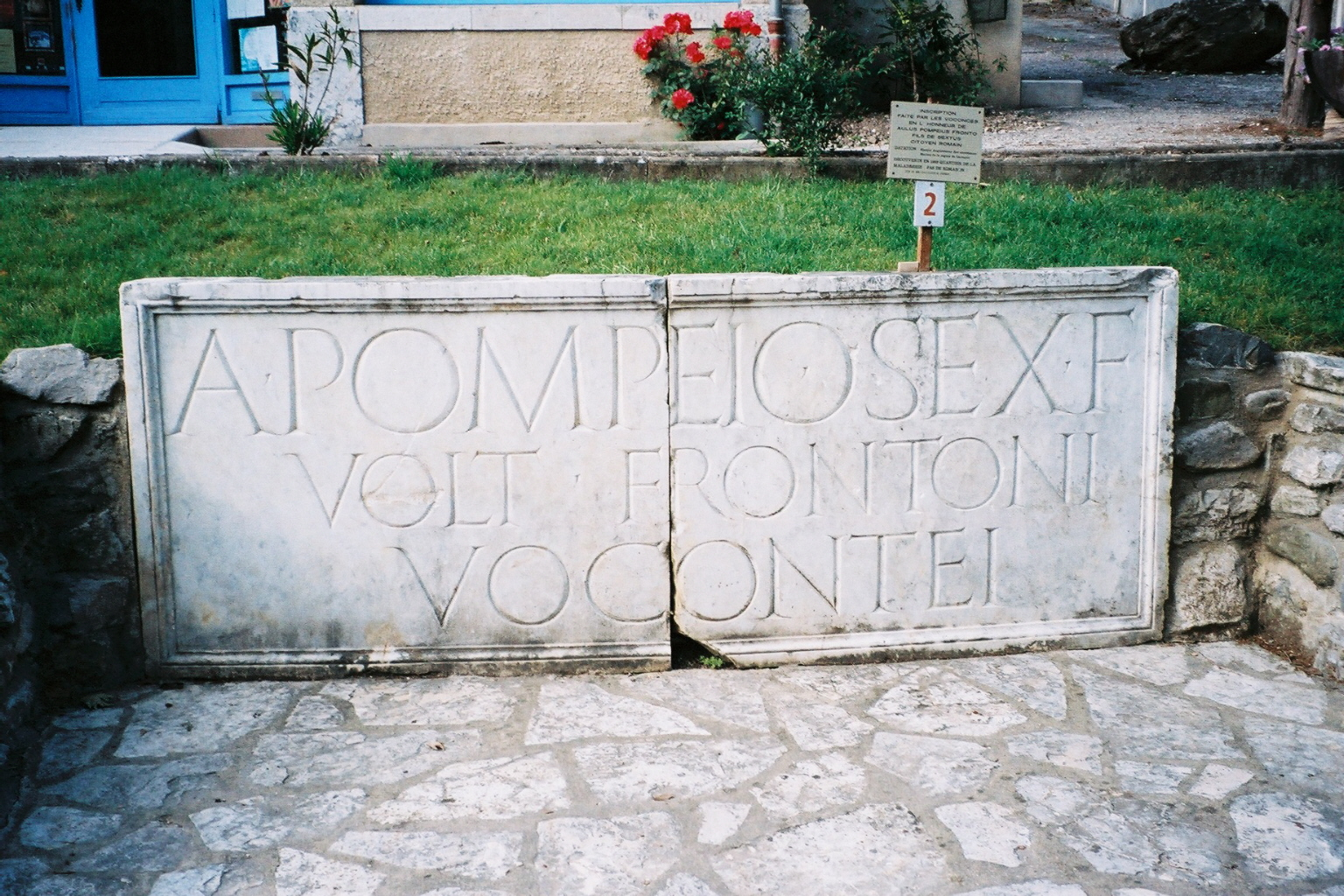
Inscription latine d'époque romaine exposée à Saillans.

Le territoire de la commune appartient à la tribu gauloise des Voconces.
Découvertes :
- Des pièces de monnaie[réf. nécessaire].
- Une borne milliaire (classée MH)[14].
- Une inscription gravée sur une grande plaque de marbre (on peut l'admirer devant l'office du tourisme). Il s'agit de l'épitaphe d'un citoyen romain, notable local  : Aulus Pompeius Fronto. L'inscription figurait sur un vaste mausolée[16].
- Des sondages effectués en 2008 suivis de fouilles préventives ont permis de dégager (chemin de Saint-Jean) des vestiges d'époque gallo-romaine. Le site pourrait être celui de Darentiaca, un relais de poste d'époque impériale sur la route d'Aouste à Die en pays voconce[réf. nécessaire].

### Du Moyen Âge à la Révolution
Au Moyen Âge, les habitants élèvent des troupeaux de brebis et de vaches, cultivent le blé et la vigne et organisent des foires[réf. nécessaire].
Des tombes en lauzes ont été découvertes au quartier la Mure[réf. nécessaire].
Selon la tradition, le prieuré de Saillans aurait été fondé par saint Géraud d'Aurillac avant l'année 909 ; les preuves en sont des fragments de sculptures carolingiennes[réf. nécessaire].
Le prieuré de Saillans est cité dans les chartes pour la première fois en 1061[réf. nécessaire].
La seigneurie : 
- Au point de vue féodal, la terre (ou seigneurie) est premièrement possédée par le prieur du lieu[15].
- 1201 : elle est acquise par les évêques de Die[15].
- 1299 : les évêques de Die transigent avec les habitants au sujet de leurs droits[15].

1300 : une charte de franchises est accordée aux habitants par l'évêque de Die. Elle précise les droits des habitants : moissonner, vendanger, moudre le grain, léguer leurs biens et élire librement leurs représentants qui peuvent lever des impôts, mais aussi leurs devoirs : monter la garde et effectuer les patrouilles règlementaires[réf. nécessaire].
XIIIe siècle : une charté des libertés est accordée (archives).
- 1580 : les évêques aliènent la terre aux Lambert[15].
- 1635 : les évêques recouvrent la terre et la conservent jusqu'à la Révolution[15].

1348-1349 : l'épidémie de peste touche Saillans[réf. nécessaire].
Début XVe siècle : le passage des routiers est un fléau qui oblige le village à étendre ses murailles qui englobèrent dès lors le quartier du bourg[réf. nécessaire].
1434 (démographie) : Saillans compte 95 familles (soit environ 500 habitants)[réf. nécessaire].
XVe siècle : le village est partagé entre deux juridictions, celle de l'évêque de Die et celle du prieur[réf. nécessaire].
La première moitié du XVIe siècle apparaît comme une ère de prospérité où les trois activités principales sont le commerce du bois, celui du drap, et la viticulture[réf. nécessaire].
1520 : le cadastre dénombre 224 maisons et 344 vignes[réf. nécessaire].
Pendant la seconde moitié du XVIe siècle, à Saillans comme dans toute la région, les guerres de religion opposent les catholiques et les huguenots protestants. Ces guerres vont durer pendant plus de quarante ans, entraînant pillages, misère et destructions (à Saillans : les murailles, les tours, et même le clocher)[réf. nécessaire].
Fin XVIe siècle : Saillans est frappé par la famine et la peste[réf. nécessaire].
En 1598, le roi Henri IV promulgue l'édit de Nantes qui met fin aux guerres de religion.
En 1685, le roi Louis XIV révoque l'édit de Nantes (par l'édit de Fontainebleau). Les protestants qui restent dans le pays sont forcés de pratiquer leur culte en secret au « Désert ». Ceux qui sont pris sont condamnés aux galères. De 1685 à 1787, date de l'édit de tolérance, trente habitants de Saillans sont ainsi persécutés.
Saillans était, depuis la fin du XVIIe siècle, le chef-lieu d'un archiprêtré forain, comprenant les paroisses d'Aurel, Barsac, Chastel-Arnaud, Espenel, Saillans, Saint-Benoît, Saint-Sauveur et Savel-et-Rimon.
Avant 1790, Saillans était une communauté de l'élection de Montélimar, de la subdélégation de Crest et du bailliage de Die.

Elle formait une paroisse du diocèse de Die. L'église dédiée à saint Géraud était celle d'un prieuré de l'ordre de Saint-Benoît, filiation d'Aurillac, connu dès 1196 et dont les dîmes appartenaient au prieur. L'évêque diocésain nommant à la cure.

La châtellenie de Saillans comprenait vraisemblablement, avec la commune de ce nom, une partie de celle de Véronne.

### De la Révolution à nos jours

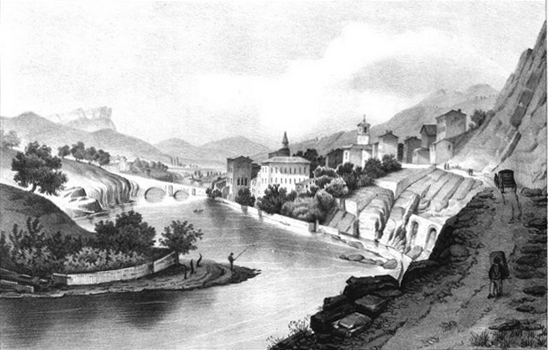
Saillans au XIXe siècle illustrée par Alexandre Debelle (1805-1897).

En 1790, Saillans devient le chef-lieu d'un canton du district de Crest, comprenant les municipalités d'Aubenasson, Chastel-Arnaud, la Chaudière, Saillans et Véronne. La réorganisation de l'an VIII (1799-1800), en faisant entrer ce canton dans l'arrondissement de Die, y ajoute les communes d'Aurel, le Cheylard, Espenel, Eygluy, Rimon-et-Savel, Saint-Benoît, Saint-Sauveur et Vercheny.
1856 (9 septembre) : la Drôme emporte le pont et brise la roue du moulin[réf. nécessaire].
Le 1er janvier 2025, elle fusionne avec la commune de Véronne sous le statut de commune nouvelle.

## Politique et administration

### Administration municipale

#### Gouvernance (2014)
En mars 2014, première dans son genre en France, une liste collégiale a été élue à Saillans,.

Depuis, la commune expérimente un autre mode de gouvernance « participative et collégiale »,,,.
Ce mouvement est né, en 2010, de l'opposition à un projet d'implantation de supermarché à l'extérieur du village, qui a permis de mobiliser des habitants et sert de modèle pour la liste se présentant à Crest, lors des municipales de 2020.
La nouvelle municipalité élue en 2020 ne reconduit pas l'expérience participative.

### Liste des maires
| Période                                  | Période  | Identité                               | Étiquette                        | Qualité |
| ---------------------------------------- | -------- | -------------------------------------- | -------------------------------- | --- |
| Les données manquantes sont à compléter. |          |                                        |                                  | |
| 12 mai 1788                              | 1789     | Alexandre Fauchier                     |                                  | Échevin |
| 1er juin 1789                            | 1790     | Michel Barnave                         |                                  | Échevin |
| 22 février 1790                          | 1791     | Jean-Claude Eymieu                     |                                  | |
| 13 novembre 1791                         | 1792     | Antoine Ruel                           |                                  | |
| 11 novembre 1792                         | 1795     | Siméon Souvion                         |                                  | |
| 29 décembre 1795                         | 1796     | André Pourtier                         |                                  | Agent municipal |
| 12 mars 1796                             | 1796     | Paul Reynaud                           |                                  | Agent municipal |
| 15 mai 1796                              | 1797     | Jean-Pierre Blanc                      |                                  | Agent municipal |
| 4 avril 1797                             | 1798     | François Buisson                       |                                  | Agent municipal |
| 22 mai 1798                              | 1800     | André Louis                            |                                  | Agent municipal |
| 18 avril 1800                            | 1806     | André Pourtier                         |                                  | |
| 1806                                     | 1815     | Antoine Buffet                         |                                  | |
| 5 mai 1815                               | 1815     | Antoine Roche                          |                                  | |
| 1815                                     | 1815     | Pascal Eymieu                          |                                  | |
| 29 septembre 1815                        | 1824     | Jean Rey                               |                                  | |
| 5 novembre 1824                          | 1830     | Victor Pourtier                        |                                  | |
| 28 septembre 1830                        | 1832     | Rosane Faure                           |                                  | |
| 18 mai 1832                              | 1835     | Balthazard Souvion                     |                                  | propriétaire du château de Gourdon juge de paix conseiller d'arrondissement (1833-1835) conseiller général (1835-1841) |
| 21 décembre 1835                         | 1852     | Daniel Marie Rey                       | Républicain                      | conseiller d'arrondissement (1836-1841) conseiller général (1841-1852 et 1864-1874) député                             |
| 5 janvier 1852                           | 1865     | Désiré Voulet                          |                                  | conseiller d'arrondissement (1852-1870)                                                                                |
| 26 août 1865                             | 1874     | Édouard Rey                            |                                  | |
| 9 mars 1874                              | 1876     | Désiré Voulet                          |                                  | |
| 11 juin 1876                             | 1877     | Louis Giraud                           |                                  | |
| 1877                                     | 1878     | Désiré Voulet                          |                                  | |
| 18 février 1878                          | 1880     | Jean Got                               |                                  | |
| mai 1880                                 | 1881     | Édouard Rey                            |                                  | |
| 22 mars 1881                             | 1888     | Achille Planel                         |                                  | |
| 18 novembre 1888                         | 1892     | Alphonse Faure                         |                                  | |
| 15 mai 1892                              | 1919     | Maurice-Louis Faure                    | Radical-socialiste               | Député de la Drôme, mort en fonction                                                                                   |
| 10 décembre 1919                         | 1925     | Léon Aulès                             |                                  | conseiller d'arrondissement (1919-1922) conseiller général (1922-1927)                                                 |
| 3 mai 1925                               | 1926     | Paul Lambert                           |                                  | |
| 2 avril 1926                             | 1929     | Louis Mathieu                          |                                  | |
| 12 mai 1929                              |          | Martial Algoud                         |                                  | |
| 27 août 1944                             | 1949     | Léopold Beaux                          |                                  | |
| 1er avril 1949                           | 1955     | Raoul Lambert                          |                                  | |
| 4 avril 1955                             | 1957     | Charles Dol                            |                                  | |
| 2 août 1957                              | 1965     | Martial Algoud                         |                                  | |
| 26 mars 1965                             | 1967     | Georges Coupois                        |                                  | |
| 28 juillet 1967                          | 1971     | Georges Jobin                          |                                  | |
| 26 mars 1971                             | 1977     | Marcel Albert                          | Centre gauche                    | conseiller général (1972-1976)                                                                                         |
| 25 mars 1977                             | 1983     | Robert Sonzogni                        | PS                               | |
| 21 mars 1983                             | 1989     | René Bouillanne                        | PS                               | |
| 24 mars 1989                             | 1991     | Claude Didier                          |                                  | |
| 29 avril 1991                            | 1995     | Yvonne Signoret                        |                                  | |
| 24 juin 1995                             | 1997     | Pierre Jenin                           |                                  | |
| 7 septembre 1997                         | 2001     | Michel Eymas                           |                                  | |
| 11 mars 2001                             | 2008     | Élie Maroglou                          | PS                               | |
| 21 mars 2008                             | 2014     | François Pégon                         | MoDem                            | conseiller général (2001-2015)                                                                                         |
| 2014                                     | 2020     | Vincent Beillard                       | proche d'EELV (liste collégiale) | agent technique (veilleur de nuit dans un centre pour adultes polyhandicapés)                                          |
| 2020                                     | En cours | François Brocard[source insuffisante], |                                  | |

### Rattachements administratifs et électoraux
Saillans est chef-lieu d'un canton qui comprend onze communes.

## Population et société

### Démographie
L'évolution du nombre d'habitants est connue à travers les recensements de la population effectués dans la commune depuis 1793. Pour les communes de moins de 10 000 habitants, une enquête de recensement portant sur toute la population est réalisée tous les cinq ans, les populations de référence des années intermédiaires étant quant à elles estimées par interpolation ou extrapolation. Pour la commune, le premier recensement exhaustif entrant dans le cadre du nouveau dispositif a été réalisé en 2004.

En 2022, la commune comptait 1 421 habitants, en évolution de +15,25 % par rapport à 2016 (Drôme : +2,64 %, France hors Mayotte : +2,11 %).
| 1793  | 1800  | 1806  | 1821  | 1831  | 1836  | 1841  | 1846  | 1851  |
| ----- | ----- | ----- | ----- | ----- | ----- | ----- | ----- | ----- |
| 1 530 | 1 490 | 1 482 | 1 419 | 1 658 | 1 871 | 1 943 | 1 987 | 1 885 |

| 1856  | 1861  | 1866  | 1872  | 1876  | 1881  | 1886  | 1891  | 1896  |
| ----- | ----- | ----- | ----- | ----- | ----- | ----- | ----- | ----- |
| 1 785 | 1 745 | 1 688 | 1 801 | 1 753 | 1 647 | 1 617 | 1 553 | 1 663 |

| 1901  | 1906  | 1911  | 1921  | 1926  | 1931  | 1936  | 1946  | 1954  |
| ----- | ----- | ----- | ----- | ----- | ----- | ----- | ----- | ----- |
| 1 728 | 1 643 | 1 606 | 1 412 | 1 302 | 1 237 | 1 220 | 1 089 | 1 116 |

| 1962  | 1968  | 1975 | 1982 | 1990 | 1999 | 2004 | 2006 | 2009  |
| ----- | ----- | ---- | ---- | ---- | ---- | ---- | ---- | ----- |
| 1 071 | 1 022 | 878  | 917  | 872  | 905  | 957  | 957  | 1 106 |

| 2014  | 2019  | 2022  | - | - | - | - | - | - |
| ----- | ----- | ----- | - | - | - | - | - | - |
| 1 231 | 1 364 | 1 421 | - | - | - | - | - | - |

### Enseignement
Les élèves de Saillans débutent leur scolarité dans la commune au sein de l'établissement Diane Lometto :
- l'école maternelle accueille 63 enfants dans trois classes[37] ;
- l'école primaire accueille 81 enfants dans quatre classes[38].

Ils poursuivent leur parcours scolaire à Crest.

### Manifestations culturelles et festivités
- Janvier (4e week-end) : journée « crêpes et confitures » organisée par l’association culturelle Vivre à Saillans, au profit des enfants et adolescents malades ou handicapés.
- Février-mars : carnaval[réf. nécessaire].
- Lundi de Pâques : première brocante semestrielle[réf. nécessaire].
- Juin (le 21) : fête de la Saint-Jean[réf. nécessaire].
- Juillet et août : concerts au Café des Sports, tous les jeudis à 21 h[réf. nécessaire].
- Juillet (3e dimanche) : marché aux peintres[réf. nécessaire].
- Août (2e week-end) : seconde brocante semestrielle[réf. nécessaire].
- Août (3e week-end) : vogue annuelle[réf. nécessaire].
- Août (avant dernier dimanche) : fête[14].
- Octobre (2e week-end) :  festival « Anguille sous Roche » de romans policiers[réf. nécessaire].
- Octobre (3e week-end) :  repas cabaret[réf. nécessaire].
- Octobre (4e week-end) : festival de la raviole organisé par l’association culturelle Vivre à Saillans.
- Décembre (1er week-end) :  marché de Noël[réf. nécessaire].

### Loisirs
- Activités de pleine nature : canoë, escalade, VTT, etc.[réf. nécessaire].
- Pêche et chasse[14].
- Randonnées[14].
- Spéléologie[14].

### Sports

#### Événements
- « Raid VTT des Chemins du soleil » entre Saillans et Gap dans les Hautes-Alpes.

### Médias
Le territoire de la commune se situe dans l'aire de diffusion de plusieurs médias :
- Presse écrite
  - Le Crestois, hebdomadaire de la vallée de la Drôme.
  - Le Dauphiné libéré, quotidien régional qui consacre, chaque jour, y compris le dimanche, dans son édition de « Valence-Drôme » un ou plusieurs articles à l'actualité du canton et de la commune, ainsi que des informations sur les éventuelles manifestations locales, les travaux routiers, et autres événements divers à caractère local.
  - L'Agriculture Drômoise, journal d'informations agricoles et rurales, couvre l'ensemble du département de la Drôme.
  - Drôme Hebdo (ancien Peuple Libre), hebdomadaire chrétien d'informations.
- Presse audio-visuelle
  - Radio Saint Ferréol est une radio locale émise depuis Crest.
  - Ici Drôme Ardèche est une radio publique diffusée sur son territoir

### Cultes
- La paroisse catholique de Saillans dépend du diocèse de Valence, doyenné de Crest[40].
- L'Église protestante dispose d'un lieu de culte[41].

## Économie
En 1992 : vignes (vin AOC Clairette de Die), ovins, caprins.
- Produits locaux : croquettes[14].
- Foire mensuelle (sauf janvier, avril, juin)[14].
- Marché : le dimanche[14].

L'économie est principalement basée sur la viticulture, pour la production de la fameuse clairette de Die. Saillans est la porte du « pays de la clairette ».

### Industrie
La présence de cours d'eau, comme la Drôme, a permis l'implantation de moulins, notamment pour la production de farines. Au cours du XIXe siècle, la commune a également accueilli une industrie de tissage de soie.

### Tourisme
- Syndicat d'initiative[14].
- Petite cité pittoresque (maisons, ruelles voûtées, fontaines)[14].
- La vallée de la Drôme et sa rivière[14].
- La Forêt de Saou voisine (Massif des Trois Becs).
- Station climatique d'été[14].

## Culture locale et patrimoine

### Lieux et monuments
- Stèle en marbre datant des Voconces gallo-romains (devant l'office du tourisme).
- Borne milliaire gallo-romaine (MH)[14] (à la mairie).
- Vieilles portes des remparts : porte du Pont, portail du Moulin, porte neuve de Véronne[réf. nécessaire].
- Tours des remparts : tour neuve, tour de Beaucastel, tour Mayor[réf. nécessaire].
- Église romane du XIIe siècle[43].

Église (XVIe siècle) (classée MH) : parties plus anciennes, réemploi de sculptures carolingiennes, clocher (XIXe siècle).
- Ruelles étroites typiques : les « violes ».
- Chapelle Notre-Dame-de-l'Aumône (XIXe siècle) : une travée de style gothique[14].
- Chapelle rurale Saint-Moirans : ancienne statue « miraculeuse »[14].
- Temple protestant : le temple actuel date de 1824. Il a été modifié en 1892[réf. nécessaire].
- Salle du conseil municipal classée[réf. nécessaire].

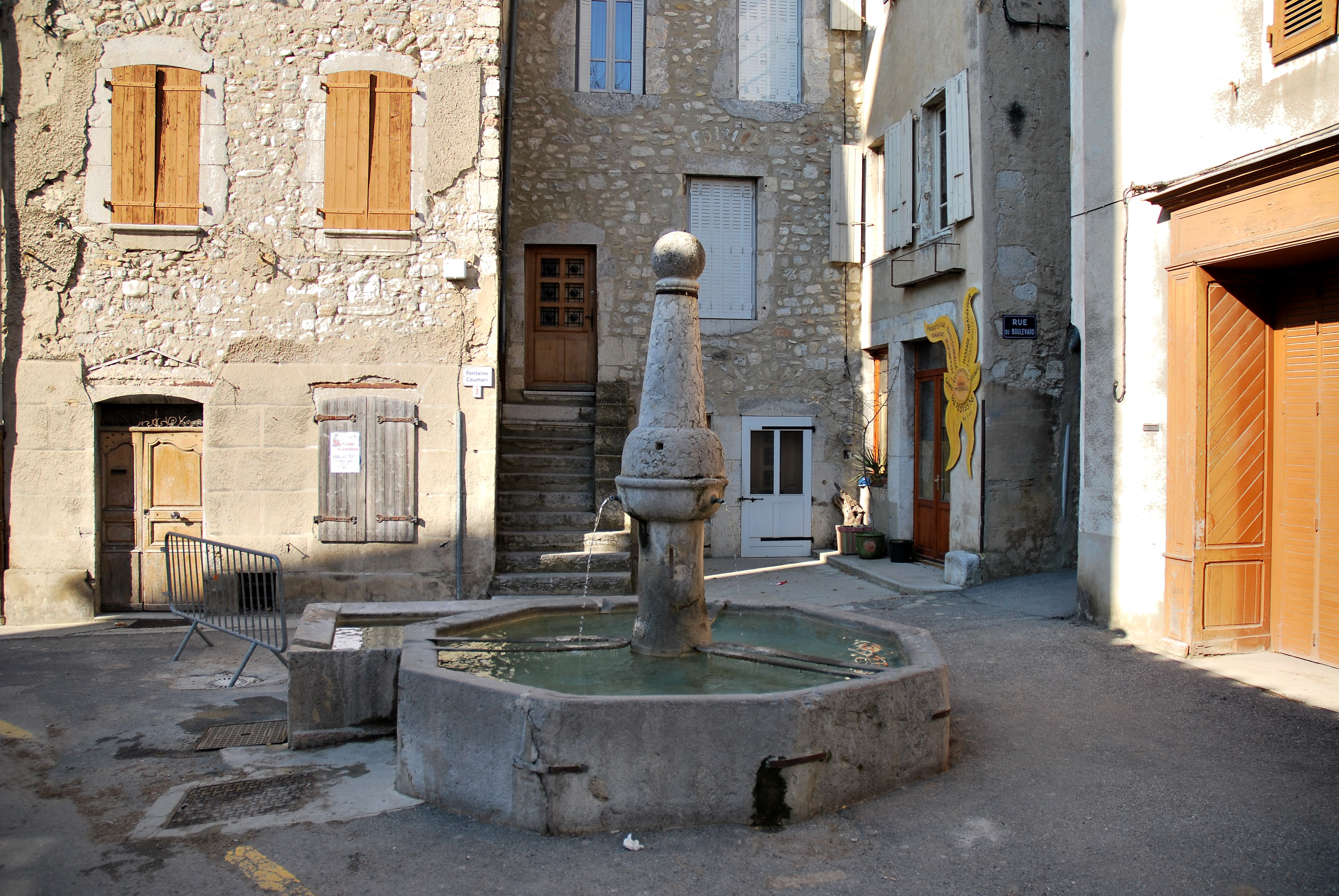
Fontaine.
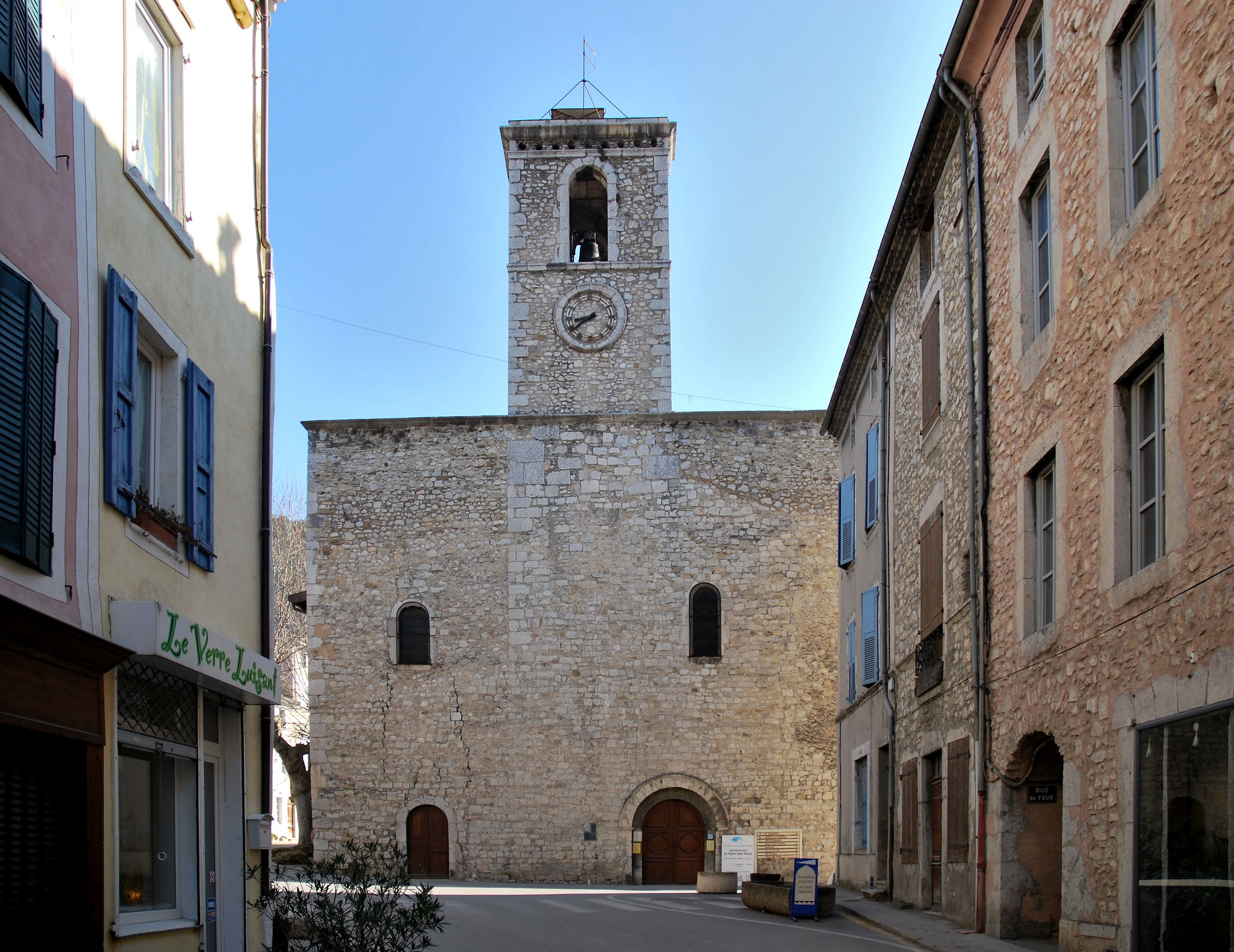
Église romane de Saillans.

### Personnalités liées à la commune
- Jean-Pierre Archinard, né le 26 juin 1742 à Saillans et mort le 13 janvier 1836 à Crest, homme politique.
- Daniel Marie Rey (né en 1802 à Aurel, mort en 1874 à Saillans) : homme politique, maire de Saillans (1836).
- Maurice-Louis Faure (né en 1850 à Saillans, mort en 1919) : homme politique.
- Henry Eymieu (1860-1931) : compositeur[44].

### Héraldique, logotype et devise
|  | Les armes peuvent se blasonner ainsi : Parti émanché de quatre pièces d'or sur sinople |